# 8272 Iitatemura
8272 Iitatemura eller 1989 SG är en asteroid i huvudbältet som upptäcktes den 24 september 1989 av de båda japanska astronomerna Toshimasa Furuta och Yoshikane Mizuno vid Kani-observatoriet. Den är uppkallad efter den japanska byn Iitatemura.
Asteroiden har en diameter på ungefär 7 kilometer.